# Amr Abdellatif Aboulatta
Amr Abdellatif Aboulatta ha sido representante permanente de Egipto ante las Naciones Unidas desde 2014 y el presidente del Comité de Contraterrorismo del Consejo de Seguridad de las Naciones Unidas. Entre 2008 y 2012, Abdellatif fue el embajador de Egipto en Jordania. También sirvió como representante permanente en la Liga Árabe.
En mayo de 2016 Abdellatif fue presidente del Consejo de Seguridad de las Naciones Unidas.